# Kegelmorielje
De kegelmorielje (Morchella elata) is een schimmel behorend tot de familie Morchellaceae. Hij leeft saprotroof, op stikstofrijke plaatsen in tuinen en parken, ook in loof- en gemengd bos.

## Kenmerken
De kegelmorielje vormt 5 tot 15 cm, in uitzonderlijke gevallen tot 30 cm hoge, holle vruchtlichamen (complexe apothecia), die zijn onderverdeeld in hoed en steel. De hoed wordt 3 tot 10 cm hoog en 1,5-4 cm breed. Het heeft de vorm van een cilinder tot een puntige kegel, het oppervlak is gestructureerd door min of meer evenwijdige ribben en verbindt ze met iets lagere dwarsribben. Het oppervlak van de hoed is grijs tot olijfbruin gekleurd, de ribben krijgen na verloop van tijd een zwartachtige kleur. De rand van de hoed is samengegroeid met de steel. De steel van de kegelmorielje is 3 tot 6 cm lang en 1,5 tot 4 cm breed, hij is hol zoals de hoed, het oppervlak is ontpit-gerimpeld, kleverig-korrelig en witachtig tot lichtbruin van kleur.

## Ecologie
De kegelmorielje groeit als saprobioticum in alluviale bossen, tuinen, parken, loof- en naaldbossen, vaak op beschadigde grond, op houtopslagplaatsen en op brandplaatsen.
In Midden-Europa verschijnen hun vruchtlichamen van maart tot mei.

## Verspreiding
In Nederland komt de kegelmorielje matig algemeen voor. Hij staat op de rode lijst in de categorie 'Bedreigd'.

## Eetbaarheid
De kegelmorielje is een zeer begeerde eetbare paddenstoel die lekkerder smaakt dan de gewone morielje. In Duitsland staat het, net als alle soorten van het geslacht Morchella, onder natuurbescherming onder de federale soortbeschermingsverordening. Afhalen is alleen toegestaan in kleine hoeveelheden voor persoonlijk gebruik. De morieljespaddenstoel is de duurste inheemse paddenstoel die in de natuur voorkomt.
Omdat de morieljespaddenstoel rauw giftig is, moet de paddenstoel ofwel vijf minuten worden gekookt of minstens zes maanden worden gedroogd. Daarom is het vooral gedroogd in de winkel verkrijgbaar.

## Foto's

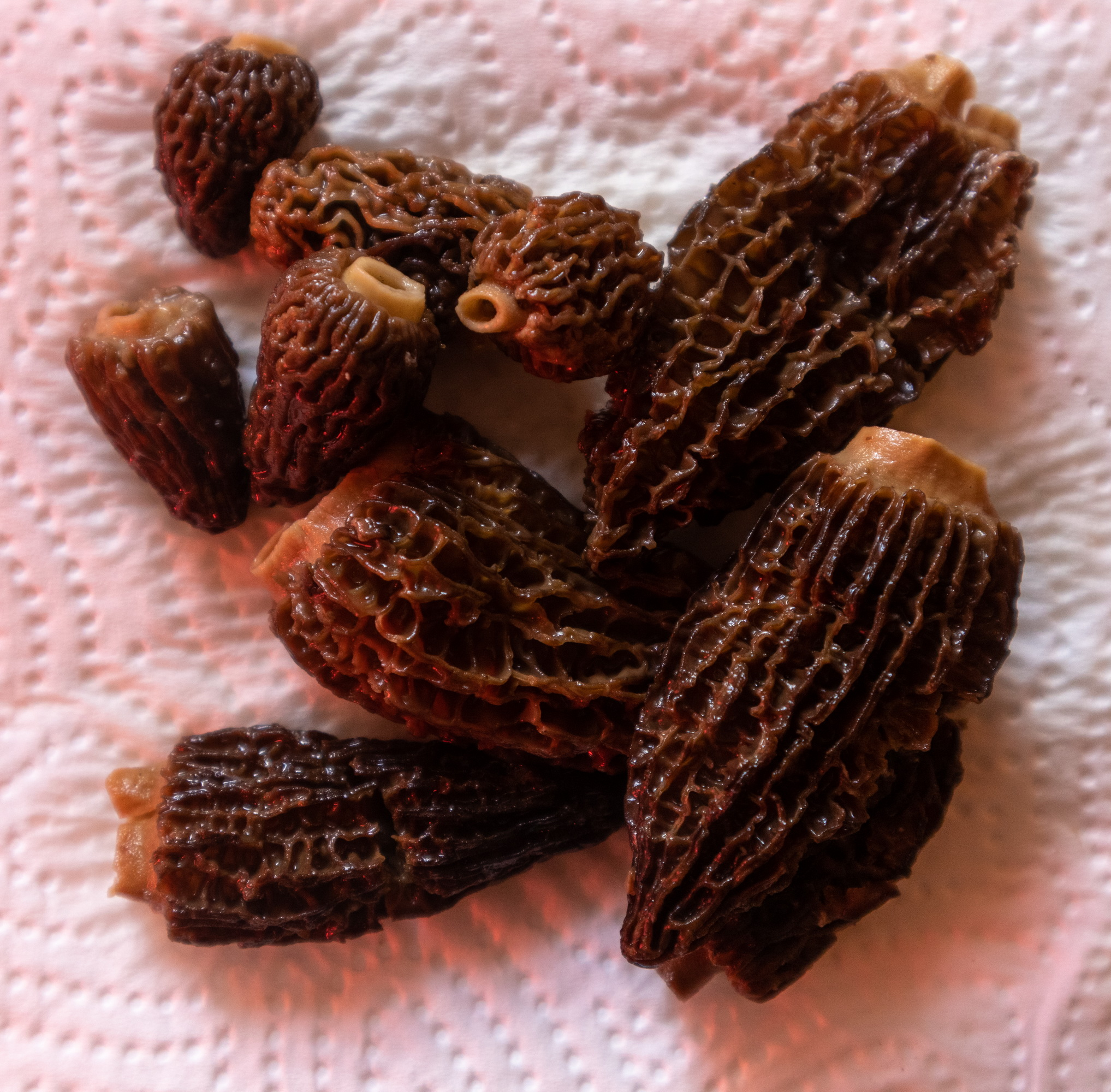
Gedroogde morielje